# Лондонски споразум (1604)
Мир у Лондону закључен је 18. августа 1604. године између Енглеске и Шпаније након завршетка Англо-шпанског рата. 

## Мир
Након пропасти шпанске експедиције у Ирској (1601) рат се свео на блокаду шпанских обала и крстарички рат. Након смрти енглеске краљице Елизабете, нови краљ Џејмс са Шпанцима склапа мир под следећим одредбама:
- Шпанија се одрекла настојања да у Енглеској поново уведе католицизам.
- Ламанш отворен за шпанске бродове.
- Енглеска је одустала од даљег помагања холандских устаника.
- Енглеска краљица више неће подстицати гусаре да нападају шпанске бродове и тиме ометају њену трговину са колонијама.

Овај рат је из темеља уздрмао економску моћ Шпаније; она више није била у стању да својом ратном морнарицом ефикасно штити поморски промет и колоније, а растуће богатство омогућило је Енглеској да учврсти и развије своју поморску моћ.